# 대한민국 민법 제15조
대한민국 민법 제15조는 제한능력자의 상대방의 확답을 촉구할 권리에 대한 민법총칙상 조문이다. 2011년 3월 7일에 전문개정되었다. 제한능력자와 거래한 상대방의 법적 지위를 보호하기 위해 규정으로 확답 촉구권,  법정대리인에 대한 촉구 및 특별한 절차가 필요한 행위 등을 정하고 있다. 

## 조문
제15조(제한능력자의 상대방의 확답을 촉구할 권리) ① 제한능력자의 상대방은 제한능력자가 능력자가 된 후에 그에게 1개월 이상의 기간을 정하여 그 취소할 수 있는 행위를 추인할 것인지 여부의 확답을 촉구할 수 있다. 능력자로 된 사람이 그 기간 내에 확답을 발송하지 아니하면 그 행위를 추인한 것으로 본다.
② 제한능력자가 아직 능력자가 되지 못한 경우에는 그의 법정대리인에게 제1항의 촉구를 할 수 있고, 법정대리인이 그 정하여진 기간 내에 확답을 발송하지 아니한 경우에는 그 행위를 추인한 것으로 본다.
③ 특별한 절차가 필요한 행위는 그 정하여진 기간 내에 그 절차를 밟은 확답을 발송하지 아니하면 취소한 것으로 본다.

## 비교 조문
민법 제950조(후견감독인의 동의를 필요로 하는 행위)① 후견인이 피후견인을 대리하여 다음 각 호의 어느 하나에 해당하는 행위를 하거나 미성년자의 다음 각 호의 어느 하나에 해당하는 행위에 동의를 할 때는 후견감독인이 있으면 그의 동의를 받아야 한다.
1. 영업에 관한 행위
2. 금전을 빌리는 행위
3. 의무만을 부담하는 행위
4. 부동산 또는 중요한 재산에 관한 권리의 득실변경을 목적으로 하는 행위
5. 소송행위
6. 상속의 승인, 한정승인 또는 포기 및 상속재산의 분할에 관한 협의
② 후견감독인의 동의가 필요한 행위에 대하여 후견감독인이 피후견인의 이익이 침해될 우려가 있음에도 동의를 하지 아니하는 경우에는 가정법원은 후견인의 청구에 의하여 후견감독인의 동의를 갈음하는 허가를 할 수 있다.
③ 후견감독인의 동의가 필요한 법률행위를 후견인이 후견감독인의 동의 없이 하였을 때에는 피후견인 또는 후견감독인이 그 행위를 취소할 수 있다.

## 해설
본조 제3항에서 말하는 특별한 절차가 필요한 행위는 민법 제950조에 규정된 후견감독인의 동의를 필요로 하는 행위로 아래와 같다.
1. 영업에 관한 행위
2. 금전을 빌리는 행위
3. 의무만을 부담하는 행위
4. 부동산 또는 중요한 재산에 관한 권리의 득실변경을 목적으로 하는 행위
5. 소송행위
6. 상속의 승인, 한정승인 또는 포기 및 상속재산의 분할에 관한 협의

## 사례
대댄찌..

## 참고 문헌
- 오현수, 일본민법, 진원사, 2014. ISBN 9788963463452
- 오세경, 대법전, 법전출판사 , 2014 ISBN 9788926210277
- 이준현 , LOGOS 민법 조문판례집, 미래가치, 2015. ISBN 9791155020869

## 같이 보기
- 제한능력자
- 추인